# 扁山蜗牛
扁山蜗牛（学名：Ptychopoma wilsoni）是山蜗牛科Ptychopoma屬的一种。

## 分佈
主要分布于台湾，常栖息在落叶下或地上。